# Bogdan Golik
Bogdan Dariusz Golik, född 19 mars 1963 i Wrocław, är en polsk politiker. Han var ledamot av Europaparlamentet 2004–2009. I Europaparlamentet var han först utan grupptillhörighet men gick i december 2004 med i Socialdemokratiska gruppen. År 2007 utträdde han ur sitt polska parti Samoobrona utan att omedelbart ansluta sig till ett annat parti.
En förklaring till Goliks vacklande i val av gruppering i början av mandatperioden 2004–2009 har med Samoobronas linje att göra. Partiets ledamöter var valda att företräda en linje som kombinerar moralkonservatism och motstånd mot globalisering med en vänsterpolitik i ekonomiska frågor.